# Adom a napom
Az Adom a napom! egy napi reality talk-show, amelyben egy napon keresztül követhetik a nézők a vendég életét, a műsorvezető Geszti Péter.
A műsor 2023. augusztus 28-án indult a Viasat3-on.

## Évadok
| Évad | Részek száma | Premier dátum       | Utolsó adás dátuma   | Műsorvezető  | Csatorna |
| ---- | ------------ | ------------------- | -------------------- | ------------ | -------- |
| 1.   | 20           | 2023. augusztus 28. | 2023. szeptember 28. | Geszti Péter |          |
| 2.   | 16           | 2023. november 6.   | 2023. november 30.   | Geszti Péter |          |
| 3.   | 19           | 2024. április 15.   | 2024. május 16.      | Geszti Péter |          |
| 4.   | 16           | 2024. augusztus 26. | 2024. szeptember 19. | Geszti Péter |          |
| 5.   | 12           | 2025. szeptember 1. | 2025. szeptember 18. | Geszti Péter |          |

## Vendégek
| Adás | Vendég           | Vendég              | Vendég         | Vendég            | Vendég  |
| Adás | 1. évad          | 2. évad             | 3. évad        | 4. évad           | 5. évad |
| ---- | ---------------- | ------------------- | -------------- | ----------------- | ------- |
| 1.   | Alföldi Róbert   | Hajós András        | Balogh Levente | Kökény Attila     |         |
| 2.   | Stohl András     | Jakupcsek Gabriella | Caramel        | Nagy Sándor       |         |
| 3.   | Liptai Claudia   | Puskás Peti         | Gryllus Dorka  | Keresztes Ildikó  |         |
| 4.   | Curtis           | Vastag Csaba        | Kamarás Iván   | Thuróczy Szabolcs |         |
| 5.   | Kokó             | Nagy Feró           | Balázs Andrea  | Majka             |         |
| 6.   | Nagy Ervin       | Horváth Tamás       | Koltai Róbert  | Radics Gigi       |         |
| 7.   | Wolf Kati        | Steiner Kristóf     | Brasch Bence   | Till Attila       |         |
| 8.   | Németh Kristóf   | Lengyel Tamás       | Osváth Zsolt   | Kiss Ádám         |         |
| 9.   | Kajdi Csaba      | Szabó Győző         | Sváby András   | Péterfy Bori      |         |
| 10.  | Hernádi Judit    | Szinetár Dóra       | Nagy Zsolt     | Lovas Rozi        |         |
| 11.  | Ráskó Eszter     | Détár Enikő         | Trokán Nóra    | Szikora Róbert    |         |
| 12.  | Falusi Mariann   | Kepes András        | Rákóczi Ferenc | Básti Juli        |         |
| 13.  | Bereczki Zoltán  | Gianni Annoni       | Ábel Anita     | Pokorny Lia       |         |
| 14.  | Pásztor Anna     | Borbély Alexandra   | Kiss Gergely   | Náray Erika       |         |
| 15.  | Mihalik Enikő    | Oláh Ibolya         | Görög Zita     | Erős Antónia      |         |
| 16.  | Gálvölgyi János  | Tóth Vera           | Soma Mamagésa  | Ember Márk        |         |
| 17.  | Majoros Hajnalka |                     | Molnár Áron    |                   |         |
| 18.  | Wossala Rozina   | Verebes István      |                |                   |         |
| 19.  | Csonka András    | Schell Judit        |                |                   |         |
| 20.  | Fluor Tomi       |                     |                |                   |         |

## Története
2023. augusztus 2-án az Antenna Entertainment délelőtti sajtótájékoztatóján bejelentették, hogy 2023 augusztusának végén egy újabb reality talk-showt indít a Viasat3-on. A bejelentés közben az is kiderült, hogy a műsorvezetője Geszti Péter lesz. A műsor 2023-ban és 2024-ben is elnyerte a Televíziós Újságírók Díját a Legjobb Talk-show kategóriában.